# Serjania longipes
Serjania longipes är en kinesträdsväxtart som beskrevs av Ludwig Radlkofer. Serjania longipes ingår i släktet Serjania och familjen kinesträdsväxter. Inga underarter finns listade i Catalogue of Life.